# سرعل
سرعل هي إحدى القرى اللبنانية من قرى قضاء زغرتا في محافظة الشمال.